# Сі-цзун (династія Тан)
Сі-цзун (кит.: 僖宗; піньїнь: Xīzōng), особисте ім'я Лі Янь (кит.: 李儼; піньїнь: Lǐ Yǎn; 8 червня 862 —20 квітня 888) — двадцять перший імператор династії Тан у 873–888 роках.

## Життєпис
Народився 8 червня 862 року у родині імператора І-цзуна. Отримав ім'я Лі Ян. У 865 році стає князем Пу, у 873 році завдяки євнухам стає спадкоємцем трону, зміную ім'я на Лі Сюань. Того ж року після смерті батька оголошується імператором під ім'ям Сі-цзун.
З огляду на те, що імператор був доволі молодим він менше займався державними справами, а більш розвагами. Владу фактично перебрав євнух Тян Лінцзі. Деякий час уряд діяв доволі успішно на чолі із канцлером Лу Сі, якого було призначено у 874 році. Дещо приборкано корупцію.
Втім послаблення економіки імперії, великі посухи, голод спричинили численні повстання та бунти, які вилилися у велике повстання на чолі з Ван Сяньчжі у 874 році. Спочатку він захопив півострів Шаньдун, а згодом рушив у центральні райони. Втім спроба повстанців захопити Лоян виявилася невдалою. Тоді Ван Сянчжі рушив на південь, де отримав підкріплення від селян. Лише у 878 році урядовим військам вдалося придушити це повстання. Втім того ж року повстання почав Хуан Чао колишній соратник Ван Сянчжі, який зібрав нові сили у префектурах, що розташовувалися у середній течії Янцзи. Він також не зміг захопити Лоян. Тоді Хаун Чао повернув до південних префектур імперії. Тут у 879 році біля Кантону вів перемовини про здачу. Не домовившись Хаун Чао атакував й захопив Кантон, пограбувавши це місто розвернувся й пішов на столицю імперії Чан'ань. Урядові війська були вже не здатні протидіяти повстанцям. Зрештою Хуан Чао у 880 році захопив столицю. Сі-цзун втік у західні префектури. Тут він збирав нові сили, а також запросив допомоги у Лі Гоюня, вождям тюрків-шато. Разом з тим Хуан Чао своєю жорстокістю відштовхнув населення Чан'аня від себе. Тому у 883 році імператор Сі-цзун зміг відвоювати столицю, а наступного року повністю знищити війська Хуан Чао, який наклав на себе руки. Проте Сі-цзун повернувся до столиці лише у 885 році.
На дяку Сі-цзун передав в управління Лі Гоюню деякі префектури на заході імперії. Втім вплив євнуха Тян Лінцзі зберігся. Внаслідок конфлікту останнього з Лі Гоюнєм почалася нова війна. Сі-цзуну у 886 році довелося тікати зі столиці знову. Вже наступного року, стративши Тян Лінцзі, Сі-цзун замирився з повстанцями і повернувся до Чан'аня. 20 квітня 888 року він сконав.